# Lelång
Der Lelång ist ein See in den schwedischen Gemeinden Årjäng und Bengtsfors in der Provinz Dalsland. Der See ist bis zu 58 Meter tief, erstreckt sich über eine Fläche von 52,9 Quadratkilometern und befindet sich 93,1 m ö.h. Der See wird vom Wasserlauf Upperudsälven entwässert.
Der See ist lang und schmal und erstreckt sich von Lennartsfors im Norden bis Bengtsfors im Süden und ist somit ca. 40 km lang. Der See hat an drei Stellen Schleusen: In Lennartsfors besteht über eine Schleuse eine Anbindung an den Foxen, in Gustavsfors an den Västra Silen und in Bengtsfors an den Bengtsbrohöljen. Außerdem besteht fünf Kilometer nördlich von Bengtsfors eine offene Verbindung ohne Schleusen mit dem See Ärtingen. Der Lelång ist ein Teil des Dalsland-Kanals.
Der Kanuwettbewerb Dalsland Kanotmaraton + findet jeden Sommer auf dem Lelång und einigen angrenzenden Seen statt.